# 核材料实物保护公约
核材料实物保护公约（英語：Convention on the Physical Protection of Nuclear Material），是1980年国际原子能机构制订的国际公约。公约订于美国纽约和奥地利维也纳，于1987年2月8日生效，保存人是国际原子能机构总干事。

## 背景
各缔约国确认一切国家有权为和平目的发展利用核能，并合法享有其所可能产生的潜在利益；深信有必要促进相关国际合作；希望防止非法取得和适用核材料所可能引起的危险；深信相关犯罪行为引起严重关注，因此亟需采取适当有效措施，以防止、侦察和惩处此类犯罪。各缔约国强调实质保护国内使用、储存和运输的核材料的重要性，认识到有效实质保护用于军事目的的核材料的重要性，并理解到此类材料现已并将继续收到严格的实质保护，制订公约各条款。

## 内容
公约所指“核材料”包括：
1. 钚（钚-238含量超过80%者除外）；
2. 铀-233；
3. 同位素235或233浓缩的铀；
4. 含有天然存在但非矿砂或矿渣形式的同位素混合物的铀；
5. 任何含有上述一种或多种成分的材料。

公约适用于国际核运输中的用于和平目的的核材料，规定各缔约国应采取适当步骤以便尽可能切实保证其国境内的核材料，或装载在往来该国从事运输活动并属其管辖的船舶或飞机上的核材料。公约还对核材料被盗取后追回、机密情报、相关罪行及惩罚、管辖权和引渡等方面做了规定。
公约的附件包括核材料分类表及实质保护级别。